# 北波爾 (紐約州)
北波爾（英語：North Pole）是位於美國紐約州艾塞克斯縣的非建制地區。

## 歷史
北波爾的郵局自1953年營運至今。

## 地理
北波爾所處的海拔為高於海平面521米（即1709英呎），而該地所採用的時區為UTC-5，即北美东部时区（EST）。同時該地設有夏令時間，為UTC-5調快一小時，即UTC-4（EDT）。